# Front Democràtic Social
El Front Democràtic Social (portuguès: Frente Democrática Social, FDS) és un partit polític de Guinea Bissau.
El partit va ser establert el març de 1990 per Rafael Paula Barbosa, un dels fundadors i primer president del governant Partit Africà per la Independència de Guinea i Cap Verd. Va formar part de l'aliança Unió pel Canvi a les eleccions de 1994. Encara que l'aliança va obtenir sis escons, el FDS no en va obtenir cap. Va participar en solitari a les eleccions generals de 1999, obtenint dos escons.
Participà en les eleccions parlamentàries de 2004 com a part de l'aliança Plataforma Unida, que no va poder obtenir cap escó. El partit tampoc va poder obtenir representació a les eleccions de 2014, i només va rebre 1,643 vots (0.3%).